# Yamatarotes bicolor
Yamatarotes bicolor är en stekelart som beskrevs av Tohru Uchida 1929. Yamatarotes bicolor ingår i släktet Yamatarotes och familjen brokparasitsteklar. Inga underarter finns listade i Catalogue of Life.